# Planchonella obovata
Pouteria obovata là một loài thực vật có hoa trong họ Hồng xiêm. Loài này được (R.Br.) Pierre miêu tả khoa học đầu tiên năm 1890.

## Hình ảnh

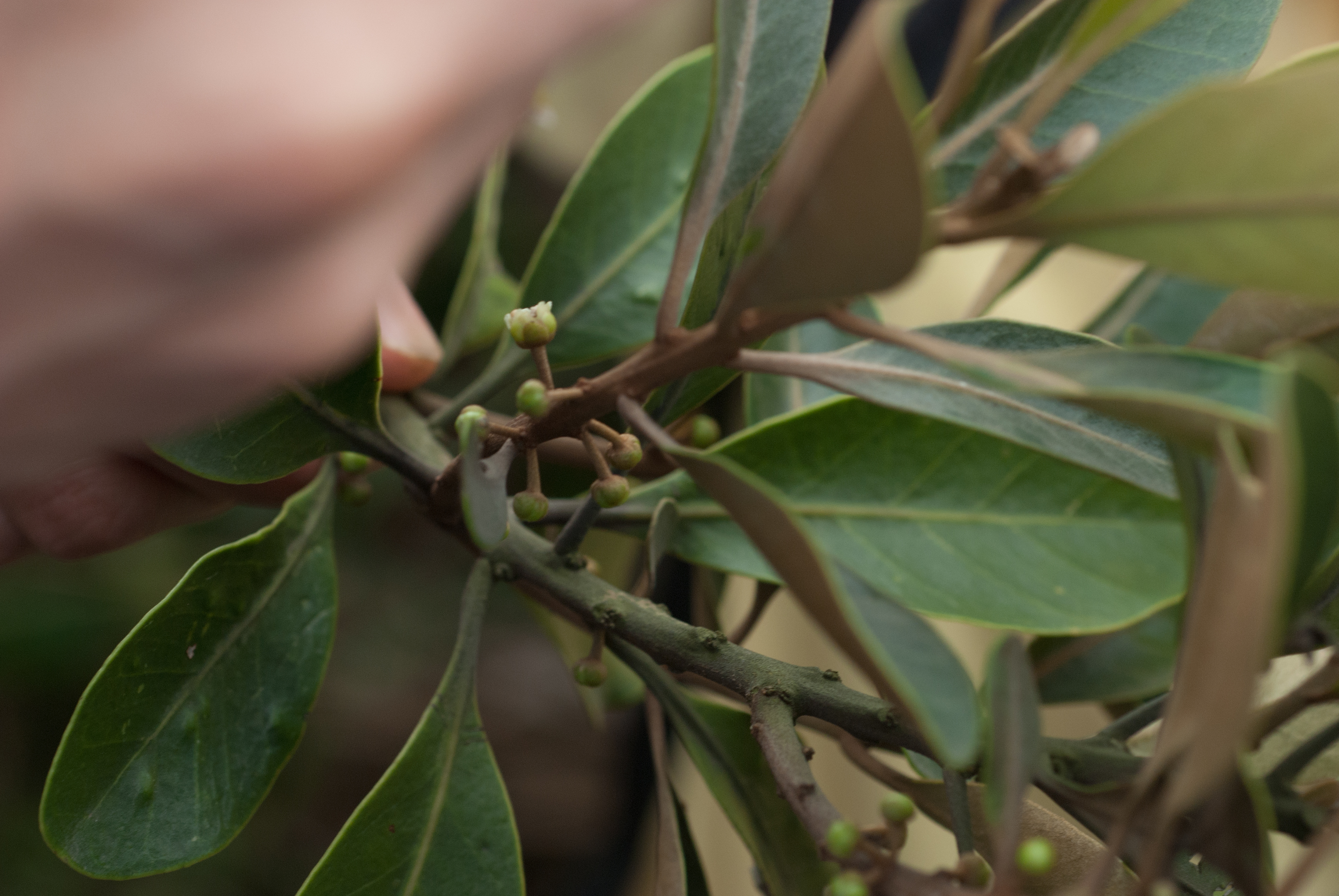
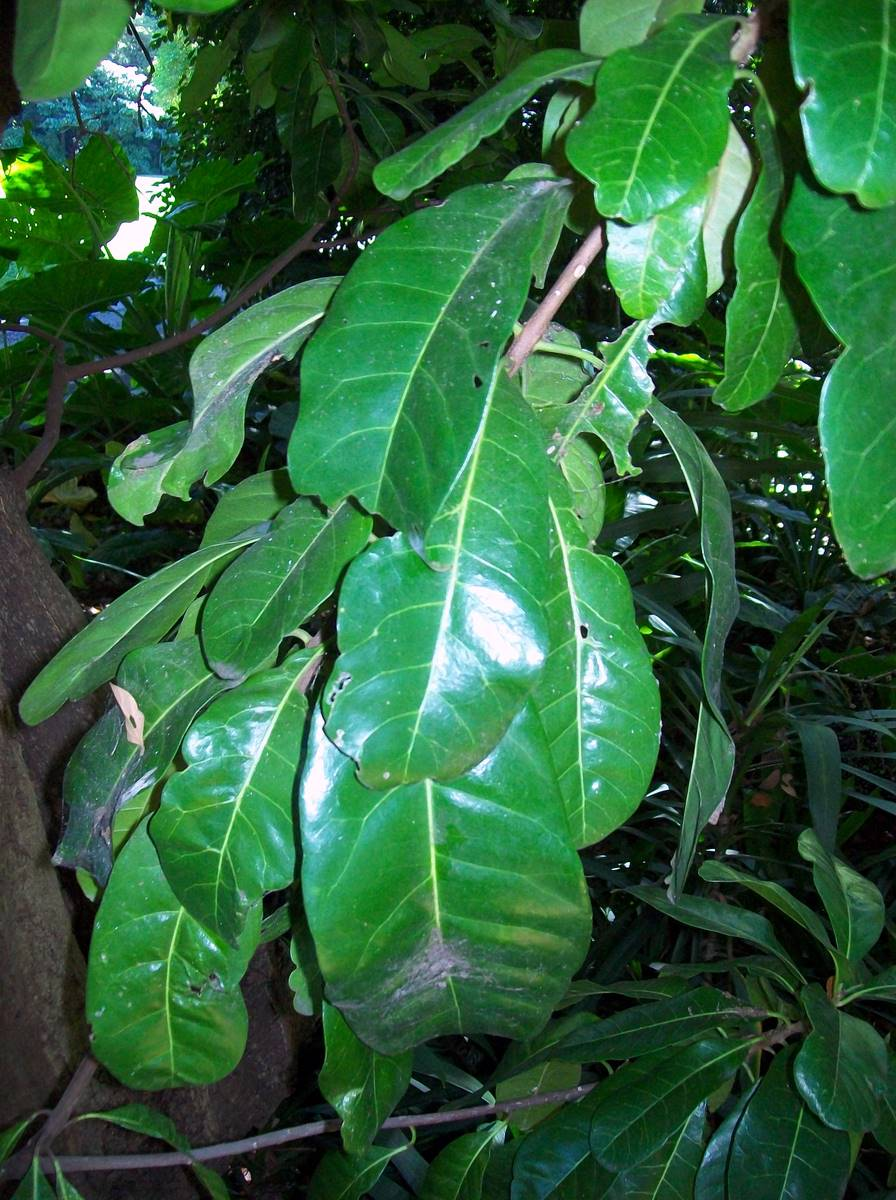
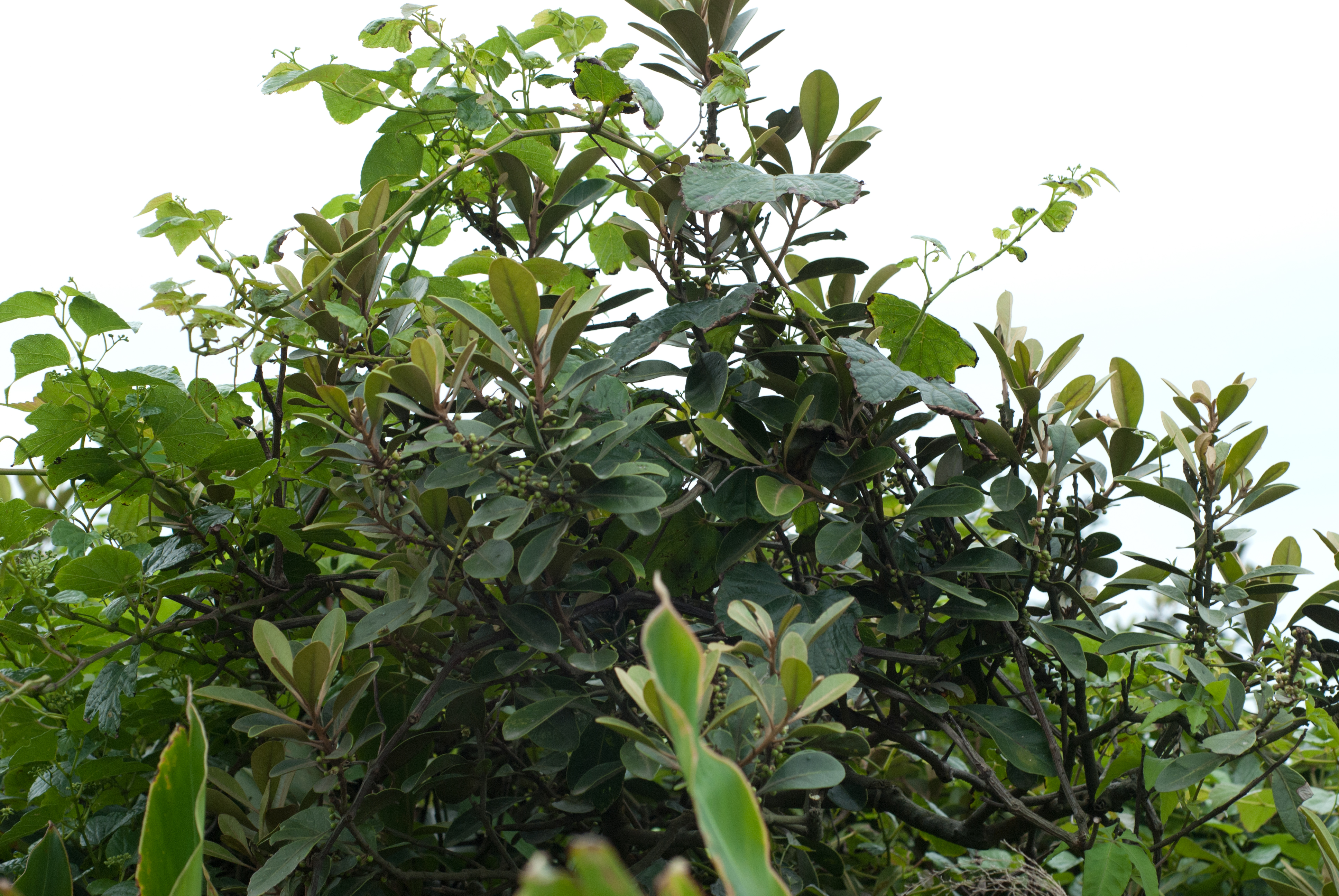